# Adalberto Neiva de Oliveira
Adalberto Neiva de Oliveira, de nome completo Adalberto Manuel da Fonseca Neiva de Oliveira é um empresário português, outrora Presidente do Conselho de Administração da Cabelte Holding S.G.P.S.
Foi também Presidente do Conselho de Administração do jornal “O Comércio do Porto” entre 1978-1985, e presidente fundador do Conselho de Administração da Sociedade Editora Gazeta dos Desportos entre 1980-1986.
Foi deputado na Assembleia da República pela Aliança Democrática entre 1979/1980 - 1980/1983.
Tem várias actividade de apoio social e no desenvolvimento de parcerias e projectos de âmbito social em Moçambique.[carece de fontes?]
Em 1999, recebeu a Grã-Cruz da Ordem do Mérito Agrícola, Comercial e Industrial pelo então Presidente da República Portuguesa, Jorge Sampaio.